# Jean-Paul van Poppel
Jean-Paul van Poppel (nascido em 30 de setembro de 1962) é um ex-ciclista holandês, que foi apelidado de Popeye. Atual diretor esportivo.
Van Poppel foi um dos mais bem-sucedidos velocistas de estrada holandeses. Venceu etapas em sprints em massa em todas as Grandes Voltas, às vezes de posições que pareciam perdidas. No Tour de France venceu nove etapas no total. Em 1988, ele venceu quatro etapas, o maior número ganho por um ciclista holandês em uma turnê. Ele também competiu na prova de estrada (individual) nos Jogos Olímpicos de Verão de 1984 em Los Angeles, terminando na 44ª posição. Van Poppel venceu a classificação por pontos no Tour de France 1987. Após desligar-se do esporte em 1995, tornou-se diretor esportivo no ciclismo feminino. Com sua primeira esposa, ciclista Leontine van der Lienden, Jean-Paul van Poppel tem dois filhos, Boy van Poppel e Danny van Poppel, ambos os membros da equipe de ciclismo Trek Factory Racing, e uma filha Kim. Van der Lienden e Van Poppel, desde então, divorciados. Van Poppel casou-se novamente em 2004 com um dos membros de sua equipe, ciclista Mirjam Melchers.
De 2009 a 2010, ele foi um diretores de esportes na Cervélo Test Team com sede na Suíça. Desde 2011, ele atuou como diretor esportivo para o Vacansoleil Pro Cycling Team até 2014. De 2015, Jean-Paul van Poppel (JPP) serve como diretor para a equipe holandesa ProContinental Team Roompot - Orange, juntamente com Erik Breukink e Michael Boogerd.